# 牧羊人的崇拜 (乔尔乔内)
《牧羊人的崇拜》是意大利文艺复兴时期的一幅板面油画，绘制于大约1505年至1510年。通常认为是威尼斯画派的画家乔尔乔内或提齊安諾·維伽略的作品。现藏于美国华盛顿国家美术馆展出。
画中描绘牧羊人前来向圣婴耶稣朝拜，营造出一种真诚的戏剧张力。父母和朝圣者构成一个矩形。
当时乔尔乔内在文琴佐·卡特纳的画室工作，后者效仿乔瓦尼·贝利尼的风格。